# Pobij diabła
Pobij diabła (ang. Beat the Devil) – amerykańsko-brytyjsko-włoski komediodramat kryminalny z 1953 roku w reżyserii Johna Hustona, zrealizowany na podstawie powieści Jamesa Helvicka.

## Fabuła
Czwórka kanciarzy: Peterson (Robert Morley), Julius O’Hara (Peter Lorre), Jack Ross (Ivor Barnard) i Ravello (Marco Tulli) wyrusza do Afryki. Ich celem jest zdobycie ziemi, gdzie mają znajdować się złoża uranu. Oprócz nich w tę samą podróż wyrusza Billy Dannreuther (Humphrey Bogart) – mistrz wśród oszustów.

## Obsada
- Humphrey Bogart jako Billy Dannreuther
- Gina Lollobrigida jako Maria Dannreuther
- Peter Lorre jako Julius O’Hara
- Marco Tulli jako Ravello
- Robert Morley jako Peterson
- Ivor Barnard jako Jack Ross
- Bernard Lee jako Jack Clayton
- Jennifer Jones jako Gwendolyn Chelm
- Mimmo Poli jako Barman
- Aldo Silvani jako Charles
- Edward Underdown jako Harry Chelm
- Giulio Donnini jako Administrator
- Manuel Serano jako Ahmed
- Saro Urzì jako kapitan SS Nyanga[2]

## Produkcja
Zdjęcia kręcono w Ravello (prowincja Salerno).